# Pomocné hodnocení
Pomocné hodnocení je označení různých dodatečných způsobů, kterými se ve sportovních disciplínách určuje pořadí, když základní způsob jeho určení nedostačuje. U různých sportů se používají různá pomocná hodnocení, někdy existují i odlišnosti mezi různými turnaji téhož sportu/disciplíny.
K potřebě pomocného hodnocení může dojít třeba při kopané, kdy mají různé týmy stejný počet bodů za vítězství/remízu/prohru, jako pomocná hodnocení se používají nejčastěji skóre či vzájemný zápas. Ve skoku vysokém se pro určení pořadí při rovnosti dosažené výšky obvykle počítá počet pokusů skokana - čím méně pokusů dotyčný potřeboval, tím lépe. 
U šachů existují různé systémy určení pořadí při rovnosti bodů jak v soutěžích jednotlivců (např. Buchholzův systém, Sonnebornův–Bergerův systém, výsledek vzájemné partie, los), tak i v soutěžích družstev (skóre, vzájemný zápas, los...)

## Pomocné hodnocení v šachu

### Jednotlivci
Šachy původně něco jako pomocné hodnocení neznaly, případně se spokojovaly s výsledkem vzájemné partie, šachisté se o místa na turnajích běžně dělili, či v případě potřeby o ně sehráli minizápas. Rozsáhlé uplatňování pomocných hodnocení se objevilo až ve 20. století. Obecně lze i dnes říci, že systém pomocných hodnocení v šachu není ani jednotný, ani samozřejmý, a je zpravidla výslovně určen regulemi daného turnaje, přičemž nelze vyloučit ani to, že se žádné pomocné hodnocení neaplikuje, či že je nahradí dodatečný minizápas mezi dotyčnými hráči (obvyklé zejména u přeborů či postupových míst některých soutěží). Níže uváděné vzorce a pořadí pomocných hodnocení popisují nejčastější modely pro turnaje, kde se pomocné hodnocení používá, nicméně pravidla konkrétního turnaje mohou určit jak jiná pomocná hodnocení, tak i jiné pořadí jejich důležitosti.
V turnajích hraných systémem každý s každým se nejčastěji jako pomocné hodnocení používá Sonnebornův-Bergerův systém, následovaný výsledkem vzájemné partie a případně losem. V turnajích založených na švýcarském systému je nejpoužívanějším pomocným hodnocením Buchholzův systém, následovaný Sonnebornovým-Bergerovým systémem, vzájemnou partií a případně losem. 